# MCPH1
Microcefalina (MCPH1) é um gene que é expresso durante o desenvolvimento do cérebro fetal. Certas mutações em MCPH1, quando homozigotas, causam microcefalia primária - um cérebro severamente diminuído.

## Pesquisa
Adicionando a versão humana de MCPH1 para embriões de macacos resultou em nenhum dos macacos terem cérebros maiores do que o normal, mas todos eles testaram melhor que a média em testes de memória e em habilidades de processamento.